# Christian Weiherer
Christian Weiherer (* 1971 in Regensburg) ist ein deutscher Kirchenmusiker. Seit 2022 ist er Dommusikdirektor und Domorganist am St. Marien-Dom in Hamburg. 

## Leben
Christian Weiherer studierte katholische Kirchenmusik und Orgel in Regensburg und Detmold u. a. bei Norbert Düchtel und Gerhard Weinberger. Klavier studierte er bei Wolfgang Watzinger und Bob Verstegh. Außerdem absolvierte er Lied-, Kammermusik- und Kapellmeisterklassen.
Ab 1998 war er Dekanatskirchenmusiker an St. Josef in Memmingen, wo er eine Konzertreihe leitete, die Kammermusik, Orgelkonzerte und Oratorienaufführungen beinhaltete. Er war künstlerischer Leiter der Memminger Meisterkonzerte. Er war als Assistent von Gerhard Weinberger, in der C-Kirchenmusikausbildung der Diözese Augsburg und von 2001 bis 2007 als Lehrbeauftragter für Improvisation an der Musikhochschule in Augsburg tätig. Von September 2016 bis August 2022 amtierte Christian Weiherer als Domkapellmeister an der Domkirche St. Eberhard in Stuttgart als Nachfolger von Martin Dücker. Er leitete an St. Eberhard die Mädchenkantorei, die Schola Gregoriana und den Domchor. Seit September 2022 ist Weiherer Dommusikdirektor und Domorganist am St. Marien-Dom in Hamburg und folgt damit auf Eberhard Lauer.